# Club Deportivo y Social Tampico Madero
La Jaiba Brava, también conocido como «El Tampico-Madero», es un club de fútbol profesional que juega en la Liga de Expansión. Disputa sus partidos como local en el Estadio Tamaulipas, ubicado entre los límites de los municipios de Tampico y Ciudad Madero.

## Historia
Tras la desaparición de los dos equipos anteriores, Club Deportivo Tampico A.C. (1945-1982) y Tampico Madero Fútbol Club (1982-2022), se iniciaron gestiones para crear otro equipo de manera inmediata. En mayo de 2022 se dieron a conocer los trámites para llevar una nueva franquicia a la ciudad, aunque en este caso pasaría a militar en la Liga Premier o Segunda División. El 22 de junio de 2022 se presentó de manera oficial el nuevo proyecto bajo la denominación Club Deportivo y Social Tampico Madero. El equipo se hace posible tras la adquisición de la franquicia que había pertenecido al Atlético Reynosa. La nueva entidad se encontrará regida bajo la presidencia de Enrique Badillo y contará con la posibilidad de obtener más socios a través de la venta de acciones del club a cualquier persona interesada en adquirirlas, esto con el objetivo de asegurar la continuidad del club en la plaza.
En octubre de 2022, Grupo Orlegi donó la marca “Jaiba Brava” a la Asociación Civil Nuestra Casita A.C., y en 2024 se sustituyó "Club Deportivo y Social Tampico-Madero" por "Jaiba Brava del Tampico-Madero" en los símbolos del club.
Para el Torneo Clausura 2023, se repitió la dinámica dominadora de la Jaiba Brava. El equipo volvió a terminar el torneo invicto con nueve victorias y un empate, asegurando el liderato general de la competencia. En los cuartos de final el Tampico Madero sufrió para superar a los Gavilanes de Matamoros, cerrando la serie con un marcador global de 1-1 pero avanzando de fase por su mejor posición en la tabla. En las semifinales la Jaiba se impuso a los Cafetaleros de Chiapas con un global de 2-1, por lo que alcanzó su segunda final consecutiva. La serie final del torneo enfrentó al Tampico Madero con el Inter Playa del Carmen, en el partido de ida celebrado en Quintana Roo ambos clubes igualaron por 2-2. El marcador se repitió en la vuelta celebrada en el Estadio Tamaulipas, destacándose un dramático error del delantero Abraham Vázquez, quien falló un penal en el tiempo de compensación que le hubiera dado la victoria a la Jaiba Brava, tras este hecho el encuentro se fue a tiempo extra y posteriormente a los penales. En esta serie el Tampico Madero se impuso por 4-2 al Inter Playa, Abraham Vázquez marcó el penal definitivo que le dio su tercer título de Segunda División de México al Tampico Madero. La Jaiba Brava jugaría ante los Tuzos de la UAZ por el llamado Campeón de Campeones de la Liga Premier en una repetición de la final del Apertura 2022.
El partido de ida se jugó en Zacatecas, el juego se encontraba con el marcador 0-0 cuando fue detenido por incidentes violentos presentados en la tribuna al minuto 84, por lo que aficionados jaibos que hicieron el viaje debieron saltar al campo para protegerse, el juego fue suspendido 20 minutos después con el marcador 0-0. Días después el presidente de la Liga anunció que el resultado no sería modificado, lo que fue confirmado en la cédula oficial del partido dada a conocer por la Federación Mexicana de Fútbol.
Después de los incidentes violentos en Zacatecas quedaba por jugarse el partido de vuelta en el Estadio Tamaulipas, el encuentro debió jugarse un día más tarde de lo planeado originalmente debido a una tormenta presentada en la ciudad. Al minuto 82 cayó el único gol de la serie, un tanto anotado por el defensa Emmanuel Rivera, por lo que el Tampico Madero se proclamó campeón de la Liga Premier.
Tras obtener el título la alegría de la afición y directiva desapareció al informarse que el equipo no contaba con la licencia concedida por la FMF para poder participar en la Liga de Expansión. Posteriormente la directiva del club inició gestiones ante la Federación y la Liga para poder conseguir el ascenso que se había ganado en la cancha, además, Enrique Badillo dejó el cargo de presidente del equipo en favor de Andrés Arriaga, ya que el anterior dirigente consideraba que tenía un problema con los mandamases del fútbol mexicano. Sin embargo, las gestiones no fueron exitosas y el Tampico Madero debió permanecer en la Liga Premier.
Luego de la decepción generada por la exclusión de la Jaiba Brava de la Liga de Expansión, el club afrontó la temporada 2023-24 en la Liga Premier. En un principio el Tampico Madero tuvo problemas para encontrar su juego, sin embargo, en la segunda vuelta el equipo mejoró sus números de juego, logrando finalizar la fase regular en la segunda posición del Grupo 2. En la reclasificación el equipo de Tampico Madero eliminó al Inter Playa por un marcador global de 3-1; en la semifinal de grupo dejó fuera a Deportiva Venados tras empatar a un gol en el agregado, aunque pasando de ronda por su mejor desempeño en la fase regular; en la final del grupo la Jaiba se enfrentó al Racing Porto Palmeiras de Veracruz, mejor equipo del sector en la fase regular, en la ida celebrada en el Estadio Tamaulipas los celestes vencieron con un marcador de 1-0, mientras que en la vuelta jugada en territorio veracruzano un empate 2-2 permitió que el Tampico Madero alcanzara su segunda final de temporada consecutiva.
En la final de temporada el Tampico Madero se enfrentó al club Los Cabos United, ganador del Grupo 1. El partido de ida celebrado en Tamaulipas reflejó la superioridad de la Jaiba, dejando prácticamente sentenciada la eliminatoria con un marcador de 3-0.En el juego de vuelta, celebrado en Los Cabos el 25 de mayo de 2024, un empate 1-1 fue suficiente para que el Tampico Madero consiguiera el bicampeonato de la Liga Premier al hilo.Ante los temores de que el éxito deportivo no fuera suficiente debido a lo ocurrido en la temporada anterior, la directiva inició los trámites para asegurar su ascenso a través de la compra de una franquicia en la Liga de Expansión, quedando sujeta a la aprobación de la Femexfut.Sin embargo, finalmente el 12 de julio de 2024 el Tampico Madero fue aceptado como nuevo miembro de la Liga de Expansión en calidad de invitado, por lo que no fue necesario llevar a cabo la compra de otra franquicia. Asimismo, con la inclusión del club en la Liga de Expansión, también se dio un cambio de nombre, pasando a ser Club Jaiba Brava.

### 2024: Club Jaiba Brava
Tras la inclusión del Tampico Madero en la Liga de Expansión, también se dio un cambio de nombre, pasando a llamarse Club Jaiba Brava.
La Jaiba Brava del Tampico Madero competiría su regreso a la Liga de Expansión en el Apertura 2024, mismo que no resultó favorable, quedando fuera de la contienda al no conseguir clasificarse a liguilla, llegando a la décima posición del torneo. Dado este resultado, la directiva del club decidió anunciar la salida de Gastón Obledo de la dirección técnica del equipo el 22 de noviembre del 2024. Por tanto, el 3 de diciembre del mismo año, Marco Antonio “Chima” Ruiz fue presentado por Álvaro de la Torre como nuevo entrenador de los celestes para el torneo Clausura 2025.
Para el Clausura 2025, la Jaiba conseguiría clasificarse a la liguilla del torneo, obteniendo el quinto puesto de la tabla general durante la fase regular, destacando la racha invicta que iniciaron desde la jornada 7 del torneo y hacia la recta final del mismo. Racha la cual se extendería, dado que en los cuartos de Final enfrentarían a los Toros del Celaya, ganando el partido de ida por un marcador de 1-0, mientras que en la vuelta conseguirían mantener el empate, quedando el partido en un 0-0, y con ello, clasificándose a las semifinales. Para las semifinales, la Jaiba Brava le tocaría enfrentarse contra los Mineros de Zacatecas, y justo como sucedió con Celaya, la Jaiba ganaría el partido de ida 1-0 con solitario gol de Juan Santacruz, y para el partido de vuelta de nueva cuenta conseguiría mantener su portería en ceros, consiguiendo el pase a la final del torneo con un marcador de 0-0.

## Estadio
El Estadio Tamaulipas cuenta con una capacidad de 19.667 espectadores, diseñado hace 50 años (1966). Popularmente se le conoce como "La Perla del Golfo" y más recientemente como "El coloso de la Unidad Nacional" dada su ubicación en esa Colonia. Cabe señalar que este estadio se encuentra en Ciudad Madero y en el municipio de Tampico, cortado exactamente por la mitad de la cancha.
En la época de los 80's fue uno de los estadios más complicados, dado que el DT ordenaba que se regara el pasto antes del encuentro, y tenían la costumbre de jugar a las 3 o 4 p. m., con lo que hacía un calor infernal.
En el ciclo 2008-09, el estadio sufrió la mayor remodelación desde el momento de su creación, desde la colocación de butacas individuales en la zona de preferente y plateas, y la restitución de estas en butacas, y en total se instalaron 15,000; pintura general a todo el estadio, acceso para discapacitados, rehabilitación de vestidores, creación de sala de prensa y cuarto antidopaje, colocación de un marcador electrónico y pavimentación del estacionamiento.
Al llegar la administración de Grupo Tecamachalco, se han hecho una serie de mantenimientos y renovaciones al estadio, como los son: la colocación de una pantalla gigante, el mantenimiento y la administración adecuada de los palcos, una mejor iluminación (tanto en el estadio como en el estacionamiento), reencarpetado del pavimento del estacionamiento, etc.

## Máxima figura
Su máxima figura ha sido el delantero mexicano Sergio Lira oriundo de Tamiahua, Veracruz, quien en primera división conquistó 3 títulos de goleo individual: Prode 85, México 86 y 1988-89, convirtiendo un total de 102 goles siendo el máximo anotador en la historia del club y uno de los máximos anotadores en la historia de la Primera División de México.

## Rivalidades
El único Clásico que tiene el club es el "Clásico Tamaulipeco" en contra de los Correcaminos de la Universidad Autónoma de Tamaulipas, el cual se mantiene a favor de los Naranjas con un total de 14 victorias por 9 empates y 8 victorias para la Jaiba Brava en torneos oficiales. Sin embargo, en décadas pasadas, Tampico Madero disputó otros clásicos con equipos regionales. Uno era ante los Rayados del Monterrey en lo que se conocía como "Clásico del Noreste"; que incluso fue escenario de una Final del Fútbol Mexicano en 1986; y el otro ante los Tiburones Rojos de Veracruz; denominado "Clásico del Golfo", los cuales despertaban una gran pasión entre las respectivas aficiones. También se ha jugado un clásico contra los Petroleros de Salamanca llamado el "Clásico Petrolero" por las actividades económicas desarrolladas en dichas ciudades. Otro clásico denominado "Clásico del Golfo Tamaulipeco" se jugaba contra el Altamira FC donde incluso, han ocurrido disputas entre ambas aficiones.

## Himno
Escuchar Himno del Tampico Madero (Youtube)

## Jugadores

### Altas y bajas: Apertura 2025
| Altas             | Altas         | Altas                | Altas    |
| Jugador           | Posición      | Procedencia          | Tipo     |
| ----------------- | ------------- | -------------------- | -------- |
| Cristian González | Defensa       | Tlaxcala F.C.        | Libre    |
| Oliver Pérez      | Defensa       | Atlético San Luis    | Préstamo |
| José Clemente     | Mediocampista | Mineros de Zacatecas | Libre    |
| José Peralta      | Mediocampista | Dorados de Sinaloa   | Traspaso |

| Bajas            | Bajas         | Bajas        | Bajas                 |
| Jugador          | Posición      | Destino      | Tipo                  |
| ---------------- | ------------- | ------------ | --------------------- |
| Luciano Bocco    | Defensa       | Bandera de ? | Fin de contrato       |
| David Oteo       | Defensa       | Bandera de ? | Fin de contrato       |
| Raúl López       | Mediocampista | Bandera de ? | Fin de contrato       |
| Juan Angulo      | Delantero     | Bandera de ? | Fin de contrato       |
| José López       | Delantero     | Bandera de ? | Fin de contrato       |
| Víctor Minotta   | Delantero     | Bandera de ? | Fin de contrato       |
| Danilo Santacruz | Delantero     | Bandera de ? | Rescisión de contrato |

### Jugadores destacados
| - Mario Acevedo - Juan José Muñante - Pablo Bocco - Esteban González - Mauricio Cienfuegos - Jorge Contreras - Tano Bertocchi - Francisco Solís Cruz - Manuel Guillén - Ricardo Castro Valenzuela | - Rubén Corbo - Bosco Frontan - Benjamín Galindo - Hugo Pineda - Ignacio Torres - Marc Crosas - Daniel Ludueña - Diego de Buen - Sergio Ceballos | - Joaquín del Olmo - Sergio Lira - Marco A. "Chima" Ruiz - Álex Domínguez - Bardomiano Viveros - Pareja López - Jair Pereira - Héctor Herrera - Ramón de la Torre - William Yarbrough - Omar Arellano Riveron |

## Entrenadores destacados
- Roberto Matosas 1982–1983
- Carlos Miloc 1983–1985
- Carlos Reinoso 1985–1987
- Tomás Boy 1989–1990
- José Luis Saldívar 1992–1993 y 2007
- Francisco "Panchillo" Fernández
- Rubén "Ratón" Ayala
- Daniel "El Travieso" Guzmán 2016–2017

## Uniforme
- Uniforme local: Camiseta celeste con una jaiba negra, pantalón negro y medias celestes.
- Uniforme visitante: Camiseta, pantalón y medias negras.

| Primer Uniforme | Segundo Uniforme |

### Uniformes anteriores
| Apertura 2022   | Apertura 2022    | Apertura 2022   | Apertura 2022 | Apertura 2022 | Apertura 2022 | Apertura 2022 | Apertura 2022 | Apertura 2022 | Apertura 2022 | Apertura 2022 | Apertura 2022 |
| --------------- | ---------------- | --------------- | ------------- | ------------- | ------------- | ------------- | ------------- | ------------- | ------------- | ------------- | ------------- |
| Primer Uniforme | Segundo Uniforme |                 |               |               |               |               |               |               |               |               |               |
| 2021-2022       |                  |                 |               |               |               |               |               |               |               |               |               |
| Primer Uniforme | Segundo Uniforme |                 |               |               |               |               |               |               |               |               |               |
| 2020-2021       |                  |                 |               |               |               |               |               |               |               |               |               |
| Primer Uniforme | Segundo Uniforme |                 |               |               |               |               |               |               |               |               |               |
| 2019-2020       |                  |                 |               |               |               |               |               |               |               |               |               |
| Primer Uniforme | Segundo Uniforme | Tercer Uniforme |               |               |               |               |               |               |               |               |               |
| 2018-2019       |                  |                 |               |               |               |               |               |               |               |               |               |
| Primer Uniforme | Segundo Uniforme | Tercer Uniforme |               |               |               |               |               |               |               |               |               |
| 2017-2018       |                  |                 |               |               |               |               |               |               |               |               |               |
| Primer Uniforme | Segundo Uniforme |                 |               |               |               |               |               |               |               |               |               |
| 2016-2017       |                  |                 |               |               |               |               |               |               |               |               |               |
| Primer Uniforme | Segundo Uniforme | Tercer Uniforme |               |               |               |               |               |               |               |               |               |
| Clausura 2016   |                  |                 |               |               |               |               |               |               |               |               |               |
| Primer Uniforme | Segundo Uniforme |                 |               |               |               |               |               |               |               |               |               |
| Apertura 2015   |                  |                 |               |               |               |               |               |               |               |               |               |
| Primer Uniforme | Segundo Uniforme |                 |               |               |               |               |               |               |               |               |               |
| Clausura 2015   |                  |                 |               |               |               |               |               |               |               |               |               |
| Primer Uniforme | Segundo Uniforme |                 |               |               |               |               |               |               |               |               |               |

### Uniformes históricos
| 1985 Segundo Uniforme | 1986 Primer Uniforme | 1989 Primer Uniforme |  |

### Indumentaria
| Período                       | Proveedor     | Marca |
| ----------------------------- | ------------- | ----- |
| Apertura 2011 - Apertura 2014 | ADX           |       |
| Clausura 2015                 | Lotto         |       |
| Apertura 2015                 | Kappa         |       |
| Clausura 2016                 | Umbro         |       |
| Apertura 2016 - Clausura 2017 | Lotto         |       |
| Apertura 2017 - Clausura 2022 | Charly Fútbol |       |
| Apertura 2022                 | Keuka         |       |
| Clausura 2023                 | New Era       |       |
| Serie A 2023-24               | Arrieta       |       |
| Apertura 2024 - Actualidad    | Pirma         |       |

## Temporadas
| Temporada          | División                | Notas |
| ------------------ | ----------------------- | --- |
| 1982-1983          | 1.ª División            | 5°. Grupo II |
| 1983-1984          | 1.ª División            | 3°. Grupo II |
| 1984-1985          | 1.ª División            | 3°. Grupo II |
| PRODE 1985         | 1.ª División            | 1°. Grupo I (Final) Subcampeón Sergio Lira - Ganador de goleo individual (10 goles) |
| México 1986        | 1.ª División            | 2°. Grupo II (Final) Subcampeón Segio Lira - Coganador de goleo individual (14 goles) |
| 1986-1987          | 1.ª División            | 3°. Grupo II |
| 1987-1988          | 1.ª División            | 4°. Grupo I |
| 1988-1989          | 1.ª División            | 1°. Grupo III (Cuadrangular) 2°. Grupo B Sergio Lira - Ganador de goleo individual (29 goles) |
| 1989-1990          | 1.ª División            | 5°. Grupo III - Venden el club a Querétaro. |
| 1990-1991          |                         | (Sin información) |
| 1991-1992          | 2.ª División            | 2°. Grupo IV (Cuartos) |
| 1992-1993          | 2.ª División            | 1°. Grupo I (Final) Subcampeón - (Ganador de liguilla) - (Pierde final por el ascenso contra U.T. Neza) |
| 1993-1994          | 2.ª División            | 1°. Grupo II (Final) Campeón - Asciende a Primera División. |
| 1994-1995          | 1.ª División            | 5°. Grupo III - A media temporada cambia de plaza a Querétaro (debido a problemas con el arrendamiento del Estadio Tamaulipas). - Descenso. |
| 1994-1995          | 3.ª División            | |
| 1995-1996          | 2. Primera A            | 2°. Grupo II (Cuadrangular) 4°. Grupo A |
| Invierno 1996      | 2. Primera A            | 1°. Grupo II (Semifinal) |
| Verano 1997        | 2. Primera A            | 2°. Grupo II (Reclasificación) |
| Invierno 1997      | 2. Primera A            | 2°. Grupo II (Cuartos) |
| Verano 1998        | 2. Primera A            | 4°. Grupo II |
| Invierno 1998      |                         | (Sin información) |
| Verano 1999        |                         | (Sin información) |
| Invierno 1999      |                         | (Sin información) |
| Verano 2000        |                         | (Sin información) |
| Invierno 2000      | 3. 2.ª División         | - (Final) - El equipo Águilas de Tamaulipas, con sede en el Estadio Tamaulipas, queda campeón del torneo. - Cambia su nombre: de Águilas de Tamaulipas a Jaiba Brava de Tamaulipas. |
| Verano 2001        | 3. 2.ª División         | - (Semifinal) - Jaiba Brava de Tamaulipas (Campeón de Ascenso) - Asciende a Primera A. |
| Invierno 2001      | 2. Primera A            | 4°. Grupo III Cambia su nombre: de Jaiba Brava de Tamaulipas a Tampico Madero. |
| Verano 2002        | 2. Primera A            | 2°. Grupo III (Semifinal) - Venden el club a La Piedad debido a la falta de inversionistas. |
| Invierno 2002      |                         | (Sin información) |
| Verano 2003        |                         | (Sin información) |
| Apertura 2003      |                         | (Sin información) |
| Clausura 2004      |                         | (Sin información) |
| Apertura 2004      | 3. 2.ª División         | 1°. Zona Norte (Octavos) |
| Clausura 2005      | 3. 2.ª División         | 4°. Zona Norte (Octavos) |
| Apertura 2005      | 2. Primera A            | 5°. Grupo I |
| Clausura 2006      | 2. Primera A            | 3°. Grupo I (Reclasificación) |
| Apertura 2006      | 2. Primera A            | 10°. Grupo II |
| Clausura 2007      | 2. Primera A            | 11°. Grupo II |
| Apertura 2007      | 2. Primera A            | 7°. Grupo II |
| Clausura 2008      | 2. Primera A            | 2°. Grupo II (Cuartos) |
| Apertura 2008      | 2. Primera A            | 7°. Grupo II |
| Clausura 2009      | 2. Primera A            | 8°. Grupo II |
| Apertura 2009      | 3. Segunda LPA          | 7°. Zona Central |
| Bicentenario 2010  | 3. Segunda LPA          | 10°. Zona Central |
| Independencia 2010 | 3. Segunda LPA          | 1°. Zona Central (Final) Subcampeón |
| Revolución 2011    | 3. Segunda LPA          | 5°. Zona Central - Se le quita el derecho a liguilla por adeudos con la FMF. |
| Apertura 2011      | 3. Segunda LPA          | 7°. Grupo I (Octavos) |
| Clausura 2012      | 3. Segunda LPA          | 7°. Grupo I (Octavos) |
| Apertura 2012      | 3. Segunda LPA          | 8°. Grupo II (Octavos) |
| Clausura 2013      | 3. Segunda LPA          | 16°. Grupo II |
| Apertura 2013      | 3. Segunda LPA          | 11°. Grupo II |
| Clausura 2014      | 3. Segunda LPA          | 14°. Grupo II |
| Apertura 2014      | 3. Segunda LPA          | 12°. Grupo I |
| Clausura 2015      | 3. Segunda LPA          | 3°. Grupo I (Cuartos) |
| Apertura 2015      | 3. Segunda LPA          | 2°. Grupo III (Semifinal) |
| Clausura 2016      | 3. Segunda LPA          | 2°. Grupo III (Campeón) - Pierde final por el Ascenso contra Potros UAEM - Asciende al Ascenso MX tras ocupar la plaza que dejó disponible la franquicia de Atlético de San Luis, esto tras descongelar una franquicia de Santos Laguna que había quedado en esa situación tras la disminución de equipos en la categoría en 2009. |
| Apertura 2016      | 2. Ascenso MX           | 18°. |
| Clausura 2017      | 2. Ascenso MX           | 10°. |
| Apertura 2017      | 2. Ascenso MX           | 3°. (Semifinal) |
| Clausura 2018      | 2. Ascenso MX           | 9°. |
| Apertura 2018      | 2. Ascenso MX           | 13°. |
| Clausura 2019      | 2. Ascenso MX           | 15°. - Descenso - Permanece en el Ascenso MX al pagar una multa de 15 millones de pesos. |
| Apertura 2019      | 2. Ascenso MX           | 3°. (Cuartos) |
| Clausura 2020      | 2. Ascenso MX           | Torneo cancelado. |
| Guard1anes 2020    | 2. Liga de Expansión MX | 6°. (Final) Campeón |
| Guard1anes 2021    | 2. Liga de Expansión MX | 14°. Pierde el Campeón de Campeones de Expansión frente a Tepatitlán. |
| Apertura 2021      | 2. Liga de Expansión MX | 7°. (Final) Subcampeón. |
| Clausura 2022      | 2. Liga de Expansión MX | 17°. - Venden el club. - Se traslada la franquicia a La Paz. |
| Apertura 2022      | 3. Serie A de México    | 1°. (Final) Subcampeón. - Tras la mudanza de la anterior franquicia a La Paz resurge el equipo como: Club Deportivo y Social Tampico Madero, tras reactivar la franquicia de Reynosa que se encontraba congelada. |
| Clausura 2023      | 3. Serie A de México    | 1° (Final) Campeón - Campeón de Temporada contra la UAZ - No asciende a Liga de Expansión por falta de "Licencia Plus". |
| 2023-24            | 3. Serie A de México    | 4°. (Final) Campeón - Asciende a Liga de Expansión en calidad de invitado. |
| Apertura 2024      | 2. Liga de Expansión MX | 10°. - Cambio de nombre del equipo a Club Jaiba Brava. |

| Competición Nacional                               | Títulos                                            | Subcampeonatos                               |
| -------------------------------------------------- | -------------------------------------------------- | -------------------------------------------- |
| Primera División de México (0/2)                   |                                                    | PRODE 1985, México 1986                      |
| Liga de Expansión MX (1/1)                         | Guard1anes 2020                                    | Apertura 2021                                |
| Campeón de Campeones de la Liga de Expansión (0/1) |                                                    | 2020-2021                                    |
| Segunda División de México (4/3)                   | 1993-1994, Clausura 2016, Clausura 2023, 2023-2024 | 1992-1993, Independencia 2010, Apertura 2022 |
| Campeón de Campeones de la Segunda División (1/1)  | 2022-2023                                          | 2015-2016                                    |

## Himno
Escuchar Himno del Tampico Madero (YouTube)